# Bradycellus carolinensis
Bradycellus carolinensis är en skalbaggsart som beskrevs av Thomas Casey. Bradycellus carolinensis ingår i släktet Bradycellus och familjen jordlöpare. Inga underarter finns listade i Catalogue of Life.